# Évaux-les-Bains
Évaux-les-Bains (okcitansko Evaus) je zdraviliško naselje in občina v francoskem departmaju Creuse regije Limousin. Leta 2008 je naselje imelo 1.515 prebivalcev.

## Geografija
Kraj leži v pokrajini Marche ob reki Tardes, 45 km severovzhodno od Aubussona.

## Uprava
Évaux-les-Bains je sedež istoimenskega kantona, v katerega so poleg njegove, vključene še občine Arfeuille-Châtain, Chambonchard, Fontanières, Reterre, Sannat, Saint-Julien-la-Genête in Saint-Priest s 3.163 prebivalci.
Kanton Évaux-les-Bains je sestavni del okrožja Aubusson.

## Zanimivosti
- opatija sv. Petra in Pavla,
- ostanki rimskega kopališča,
- ostanki mestnih vrat in obzidja,
- spomenik padlim v vojnah,
- viadukt na reki Tardes, delo francoskega inženirja Gustava Eiffla.